# Música de Palestina

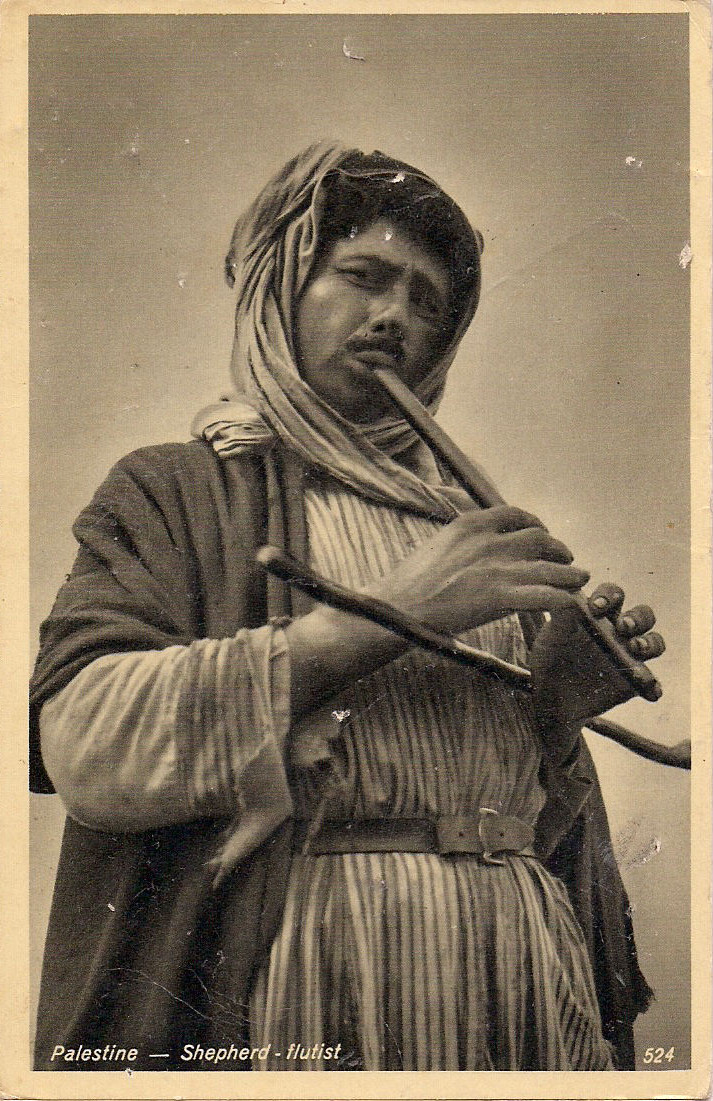
Pastor y flaustista palestino en vestido tradicional, 1910–1920.

La música de Palestina (en árabe: الموسيقى الفلسطينية‎) es uno de los muchos subgéneros regionales de la música árabe. Si bien tiene mucho en común con la música árabe, tanto estructural como instrumentalmente, hay formas musicales y temas que son distintivamente palestinos.

## Antes de 1948

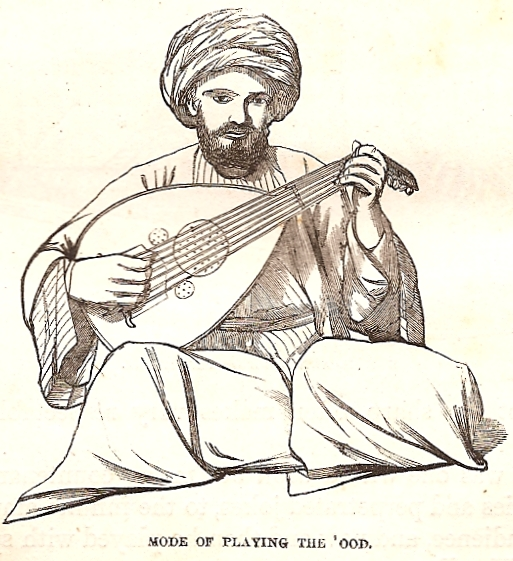
Intérprete palestino del laúd árabe en Jerusalén, 1859.

En las áreas ahora controladas tanto por Israel como por el Estado de Palestina, múltiples grupos étnicos y religiones han mantenido a lo largo del tiempo una diversidad de culturas. Estas incluyeron en su mayoría a palestinos del antiguo  territorio británico y a árabes, incluyendo a musulmanas de la clase rural y urbana, cristianos árabes, drusos y musulmanes beduinos. Les siguieron judíos (incluyendo sefardíes, mizrajíes  y asquenazís), samaritanos, circasianos, armenios, domis y otros. 

### Música folclórica
A principios del siglo XX, los árabes palestinos vivían en ciudades y en áreas rurales, ya sea como agricultores o como nómadas. Los felahs (granjeros) cantaron una variedad de canciones de trabajo para tareas como la pesca, el pastoreo, la cosecha y la elaboración de aceite de oliva. También fueron comunes los zajaleen, que eran músicos y narradores de cuentos ambulantes, conocidos por sus relatos épicos. Las bodas eran también fuente de una particular música y de una danza llamada dabke. Las canciones populares hicieron uso de formas muy variadas, particularmente el mejana y dal'ona.

## Post-1948

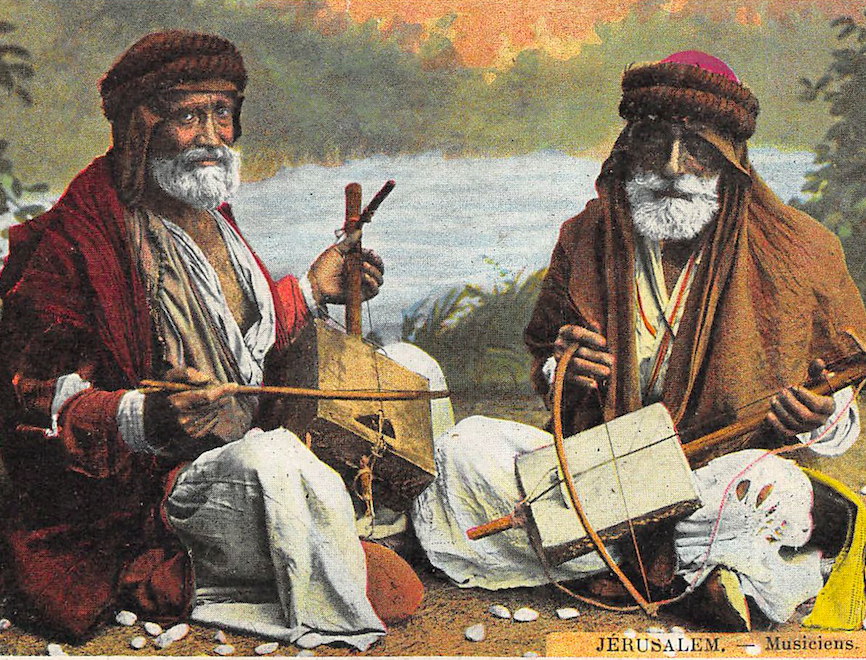
Músicos en Jerusalén, finales del

### Música folclórica
Después de la creación de Israel en 1948, un gran número de palestinos árabes huyeron, o fueron forzados a retirarse, a campos de refugio en Cisjordania y Franja de Gaza. Los más populares músicos de los que se tiene registro de la época eran los intérpretes de música clásica árabe, especialmente Umm Kulthum y Sayed Darwish. Los centros de música palestina se hallaban en las ciudades palestinas (ahora israelíes) de Nazareth y Haifa, donde se hacían composiciones en los estilos clásicos de El Cairo y Damasco. Emergió una nueva ola de intérpretes que reflejaron una colectiva identidad palestina con temas distintivos relacionados con su pueblo, como el sueño sobre la fundación de un Estado y un floreciente sentimiento nacionalista. 
En la década de 1970, surgió una generación de estrellas populares palestinas que incluyeron a Sabreen y Al Ashiqeen. Después de la Primera Intifada de 1987 surgió un destacados grupo de intérpretes y compositores como al-Funoun, los compositores Suhail Khoury y Jameel al-Sayih], Thaer Barghouti, famoso por Doleh, y Sabreen, famoso por Mawt a'nabi.
En la década de 1990, se estableció la Autoridad Nacional Palestina y la expresión cultural palestina comenzó a estabilizarse. Las bandas nupciales, que casi habían desaparecido durante los combates, reaparecieron para interpretar canciones populares de egipcias y libanesas. Otros artistas que aparecieron en escena incluyeron a Yuad, Washem, Mohsen Subhi, Adel Salameh, Issa Boulos, Wissam Joubran, Samir Joubran y Basel Zayed, con su grupo "Turab", fundado en 2004, cuando lanzaron el álbum Hada Liel.
La palestina Reem Kelani es una de las investigadoras e intérpretes musicales más destacadas en la actualidad, con una narrativa y una herencia específicamente palestina. Su álbum debut de 2006 como solista, Gacela Velocista - Canciones palestinas de la madre patria y la diáspora, comprendió su investigación y arreglo de cinco canciones tradicionales palestinas, junto a otras cinco que fueron sus propios arreglos musicales de poesía popular y de resistencia, similares al trabajo de personas como Mahmoud Darwish, Salma Khadra Jayyusi, Rashid Hussein y Mahmoud Salim al-Hout. Todas las canciones del álbum se relacionan a la Palestina anterior a 1948.
Una gran parte de la música palestina incluye canciones nupciales y danzas. Debido a la gran cantidad de bodas en la cultura palestina, los cantantes de bodas han podido mantener la tradición de canciones palestinas, incorporando cantos y ritmos modernos. Su repertorio incluye material ceremonial como canciones "henna", cantadas en la tradicional ceremonia henna (una celebración antes de la boda); canciones para el "zeffa", la ceremonia de marcha nupcial; y populares canciones de dabke y de baile.

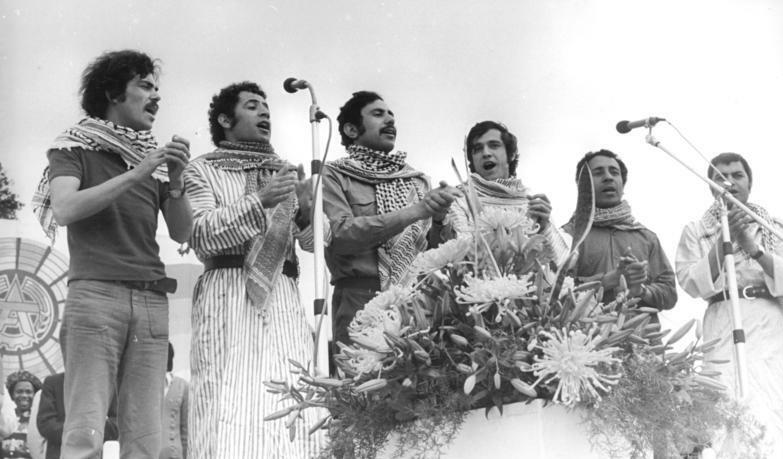
Concierto de estudiantes palestinos.

### Música clásica
Durante la ocupación, la música clásica palestina continuó elevándose con nuevos nombres en el ámbito de la música clásica con la fundación de muchos cuartetos y quintetos de cuerda y orquestas sinfónicas, como la Orquesta de la Orquesta Juventud Palestina y la West-Eastern Divan, fundada por Daniel Barenboim y Edward Said; que hicieron que los territorios palestinos tuvieran el mayor número de orquestas entre los países árabes.
Compositores como Habib Hassan Touma (nacido en Nazaret en 1934), François Nicodeme (nacido en Jerusalén en 1935) y su hermano William Nicodeme (nacido Amin Nasser en Ramleh en 1935), Patrick Lama, Abdel-Hamid Hamam y Mounir Anastas dominaron la puesta en escena de la música clásica palestina.

## Estructura tradicional
A diferencia de muchas otras culturas, las canciones palestinas tradicionales no tienen letras establecidas, pero sí un ritmo establecido. Los cantantes son generalmente familiares o amigos cercanos que componen la letra en el acto. Por lo tanto, las letras de las canciones varían de una ciudad a otra. Muchos tipos de canciones palestinas, como Atab/Mejana y Dal'ona, han trascendido en el tiempo, por lo cual en los eventos palestinos modernos (como bodas o reuniones), aunque puede haber algún cantante profesional, aún son muy populares las canciones palestinas con una estructura tradicional; esto gracias a la relevancia de la temática y la necesidad de mantener la tradición y la cultura. Estas formas tradicionales incluyen:
- Ataaba o ataba ("quejido" o "canto fúnebre"): es el tipo de canción más popular en Palestina. Es a menudo cantada por agricultores, trabajadores y pastores en el trabajo, aunque son las bodas su principal ambiente. Por lo general el cantante comienza emitiendo el sonido "Ooaaaff", y luego le siguen los versos de poesía. Los primeros tres terminan con palabras homófonas, mientras que el cuarto generalmente termina con un sonido como "Aab o Ayua!"[5]

- Dal'ona: es el segundo tipo más popular, también compuesto de 4 versos en poesía. Es más fácil de componer que ataba porque los primeros tres versos no requieren terminar en palabras que suenen igual, pero estos sí tienen desenlaces parecidos. El cuarto verso generalmente termina con un sonido como "Oana". Dal'ona es el estilo del baile popular palestino, dabke o dabka, donde los bailarines cantan junto al sonido de la shibbabeh, el yarghool o mijwiz (instrumentos de viento parecidos a una flauta).[5]

- Sahja: es otra forma popular de canción palestina usualmente cantada en bodas, ya sea por hombres o por mujeres. Implica aplaudir al ritmo de la canción, que es cantada por mujeres a la novia y por hombres al novio. Los hombres se forman en dos líneas cara a cara o rodean al novio. Entonces el zajal —un cantante o miembro de la familia— comienza a dirigir el sahja en el sitio: dice un verso y todo el grupo lo repite. El sahja hecho por mujeres es básicamente igual, pero al no haber un zajal femenino, es dirigido por muchas mujeres, generalmente mayores, mientras las jóvenes repiten. Además, las mujeres pueden agregar la ululación "Lolololeey" durante y al final de la sahja.

- Zaghareet o zaghroot: es una de las formas más antiguas de canción palestina, cantada por mujeres, importante durante las bodas y también presente en otros eventos. Comienza con una mujer emitiendo un sonoro "Heeey Hee..." o "Aweeha..." y luego continúa con un pequeño poema o una pocas palabras en rimas. Después de que las mujeres terminen, todas se unen con un sonido fuerte, "Lolololoolololoeeeey". Luego todas se unen con un ruidoso sonido de "Lolololoolololoeeeey". A diferencia del sahja femenino, el zaghroot no implica aplausos y las mujeres se turnan para dirigirlo individualmente.

## Hip hop palestino

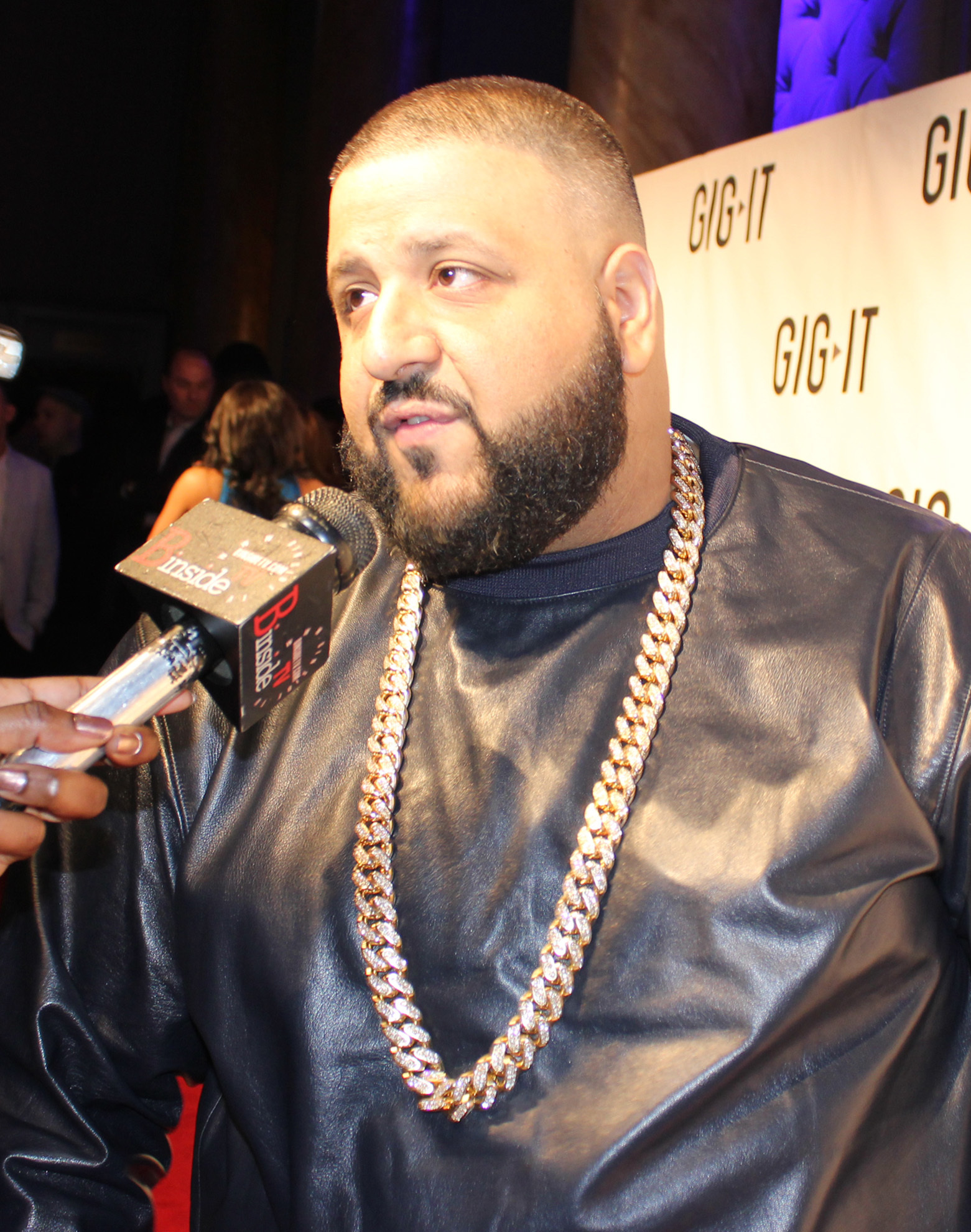
Personalidad de la radio y productor musical DJ Khaled, de ascendencia palestina.

A finales de la década de los 90, la juventud palestina forjó un nuevo subgénero musical palestino: el hip hop palestino, que combina melodías árabes y ritmos occidentales, con letras en árabe, inglés e incluso hebreo. Tomando elementos prestados de la música rap tradicional de Los Ángeles y Nueva York de la década de los 70, los jóvenes músicos palestinos confeccionaron un nuevo estilo que expresa sus propios reclamos al clima social y político en el que viven.
El grupo DAM fue pionero en crear esta mezcla. Como ciudadanos israelíes de origen palestino, rapean en árabe, hebreo e inglés, a menudo desafiando directamente estereotipos sobre palestinos y árabes en canciones como "Meen Erhabe" ("¿Quién es un terrorista?"). También destaca el grupo cisjordano, Ramallah Underground, fundado por Aswatt, Boikutt y Stormtrap. Su sonido es una mezcla de hip hop, trip hop, downtempo y música árabe tradicional. Muchos raperos defienden el nacionalismo palestino, como Ortega Da ALCz (Alhassan), nacido en los Emiratos Árabes Unidos y considerado el mejor rapero palestino del Golfo Pérsico; quien causó sensación en los medios israelíes en 2012 debido a sus canciones hostiles hacia Israel.
También en la diáspora, los hermanos Abu-Ghaben fundaron Jaffa Phonix en El Cairo, Egipto; con el que mezclaron elementos del big beat, hip hop y elementos vocálicos del punk.

## Música y política

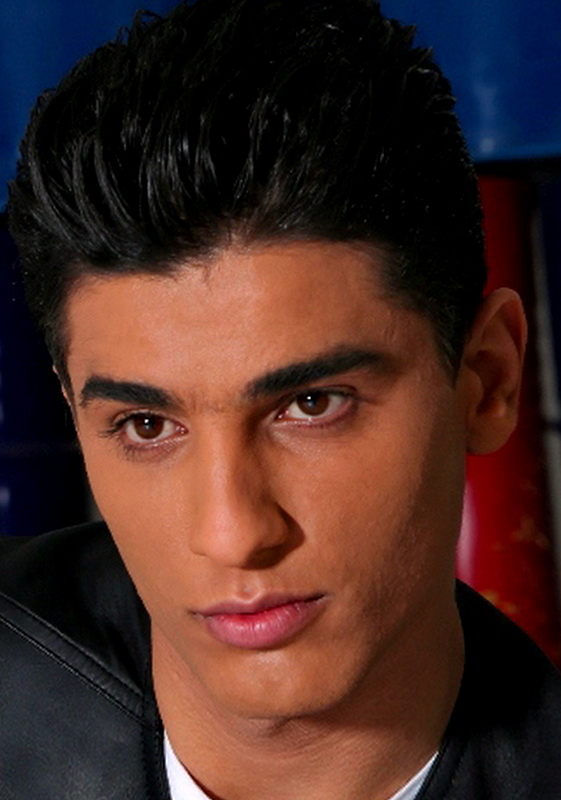
Mohammed Assaf es un cantante pop palestino.

Como era de esperarse, gran parte de la música palestina trata de la lucha de vivir bajo la ocupación israelí, el anhelo de paz y el amor a la tierra de Palestina. Un ejemplo típico de esto es la canción Baladi, Baladi (Mi país, mi país), que se ha convertido en un no oficial himno nacional palestino:

Palestina, tierra de los padres,

A ti, no lo dudo, volveré.

Lucha, revolución, no mueras,

Porque la tormenta está en la tierra.

Otra es Zareef et Tool, una de las canciones palestinas más populares de hace décadas. La misma alienta a los palestinos a no dejar su tierra:
| يا زريف الطول وقّف تاقلك ... رايح عالغربة و بلادك أحسنلك خايف يا زريف تروح و تتملك .. و تعاشر الغير و تنساني أنا | O, elegante y alto detente para que pueda decirte Vas a ir al extranjero y tu país es mejor para ti Temo que te establecerás allí Y encuentres a alguien más y te olvides de mí. |

Según la organización de derechos humanos Freemuse, desde que el grupo militante Hamás obtuvo poder político en las elecciones locales palestinas de 2005, los músicos palestinos temían que en esta región sucediera lo mismo otras donde los fundamentalistas islámicos se volvieron cada vez más autoritarios.
En 2005, las actuaciones de baile y música callejeras fueron prohibidas en Qalqiliya por la municipalidad controlada por Hamás, bajo la razón que tales eventos estarían prohibidos por el islam. La municipalidad también ordenó que la música ya no se tocara en el zoológico de Qalqiliya, y el muftí Akrameh Sabri emitió un edicto religioso afirmando la decisión de la municipalidad. En respuesta, el poeta nacional palestino Mahmoud Darwish advirtió que "hay elementos de tipo talibán en nuestra sociedad, y esta es una señal muy peligrosa".
El columnista palestino Mohammed Abd Al-Hamid, residente de Ramala, advirtió que esta coacción religiosa podría causar la migración de artistas, y dijo: "Los fanáticos religiosos en Argelia destruyeron todos los símbolos culturales, estatuas hechas añicos y raros trabajos artísticos, e intelectuales y artistas liquidados, reporteros y autores, bailarines de ballet y cantantes –¿vamos nosotros a imitar los ejemplos argelinos y afganos?"

## Instrumentos de Palestina

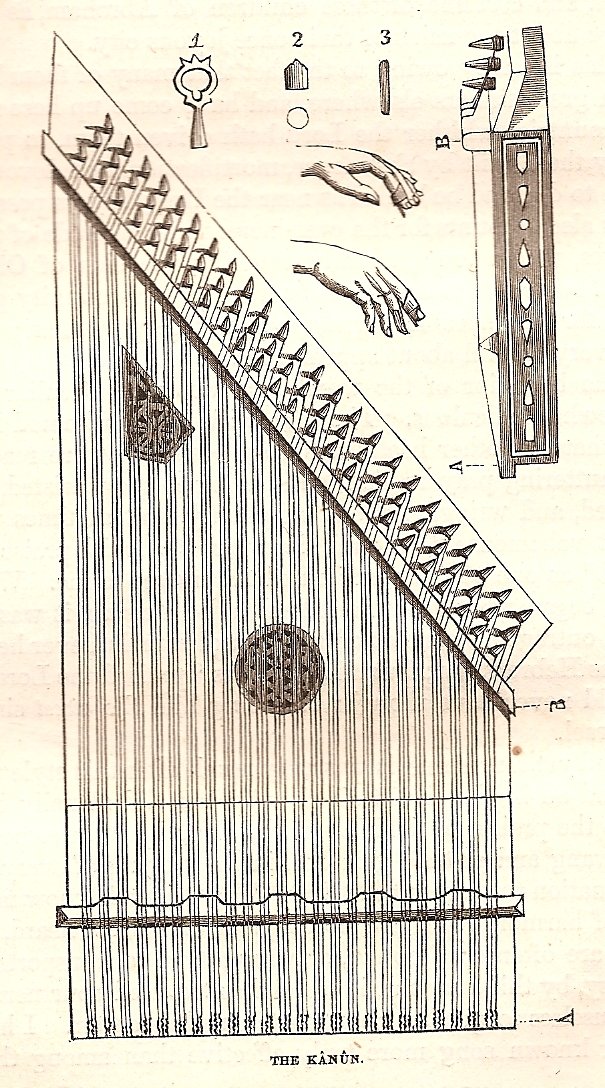
Qanun
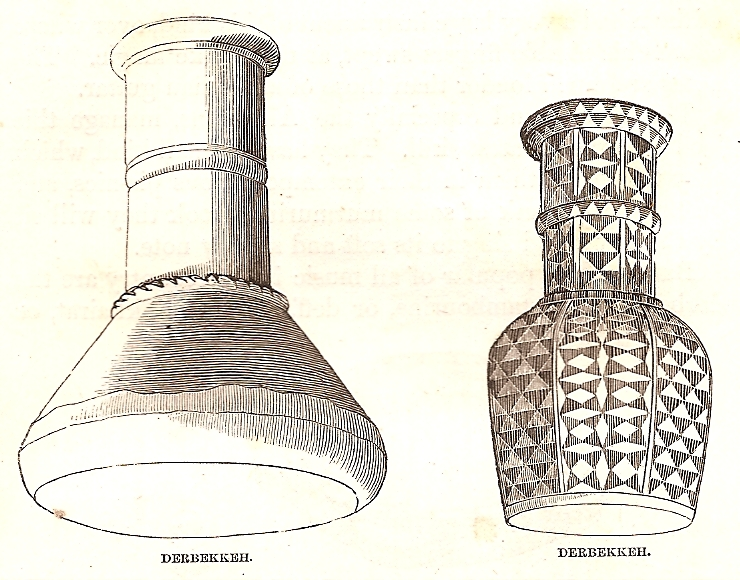
Derbake
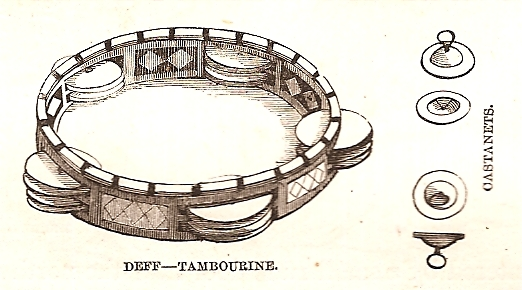
Pandereta y crótalos
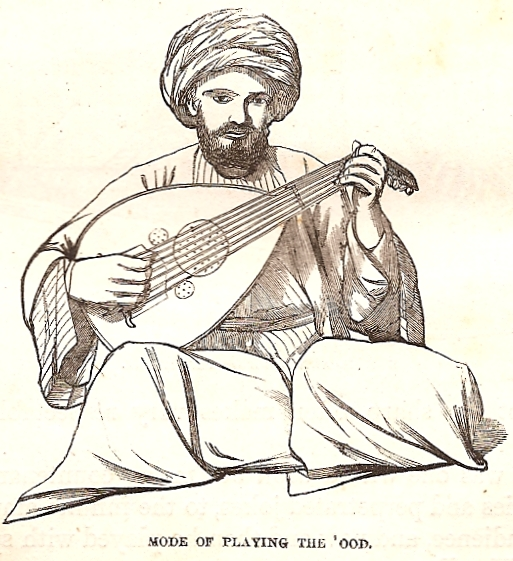
Laúd árabe.
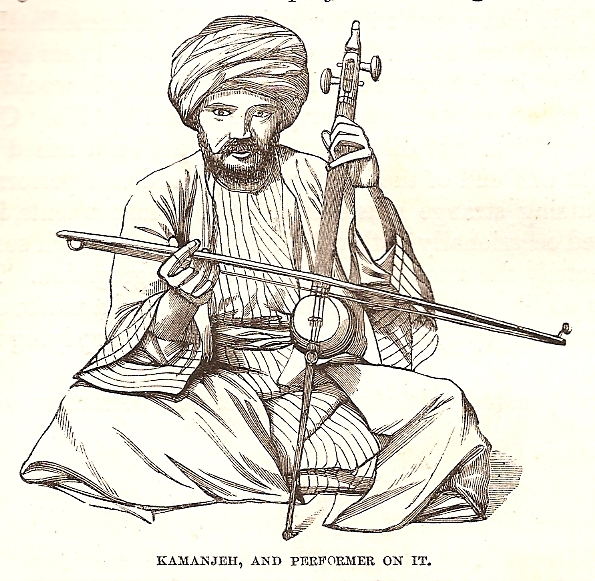
Kamanché

## Libros
- Morgan, Andy and Mu'tasem Adileh. "The Sounds of Struggle". 2000. In Broughton, Simon and Ellingham, Mark with McConnachie, James and Duane, Orla (ed.), World Music, Vol. 1: Africa, Europe and the Middle East, pp. 385–390. Rough Guides Ltd, Penguin Books. ISBN 1-85828-636-0

## Lecturas
- Cohen, Dalia and Ruth Katz (2005). Palestinian Arab Music: A Maqam Tradition in Practice. University of Chicago Press. ISBN 0-226-11298-5.
- Mashmalon, Micah (1988). Palestinian Folk Songs. Morris Moore Series in Musicology, 4. Shazco. LCCN 88011605. OCLC 17918259.